# Torneio de xadrez de Curaçau de 1962
O Torneio de xadrez de Curaçãu de 1962 foi o Torneio de Candidatos do ciclo de 1961–1963 para escolha do desafiante ao título do Campeonato Mundial de Xadrez. O torneio foi disputado na cidade de Curaçau, um país constituinte do Reino dos Países Baixos, com o formato todos-contra-todos e teve oito participantes. Tigran Petrosian venceu a competição e se habilitou a desafiar o então campeão mundial Mikhail Botvinnik, enquanto Tal abandonou a disputa antes da última partida.
|   | Jogador          | 1       | 2       | 3       | 4       | 5       | 6       | 7       | 8       | Total |
| 1 | Tigran Petrosian | xxx     | = = = = | = = = = | = 1 = = | = = 1 1 | = = 1 = | 1 1 = - | = 1 1 = | 17.5  |
| 2 | Paul Keres       | = = = = | xxx     | = = = = | 0 = 1 = | = = 1 = | 1 1 1 0 | 1 = 1 - | = 1 1 = | 17.0  |
| 3 | Efim Geller      | = = = = | = = = = | xxx     | 1 1 = 0 | = = 1 = | = = = 1 | = 1 1 - | = 1 1 = | 17.0  |
| 4 | Bobby Fischer    | = 0 = = | 1 = 0 = | 0 0 = 1 | xxx     | 0 1 0 = | 0 1 = 1 | = 1 = - | 1 = 1 = | 14.0  |
| 5 | Victor Korchnoi  | = = 0 0 | = = 0 = | = = 0 = | 1 0 1 = | xxx     | = = = 0 | 1 0 = - | 1 1 1 1 | 13.5  |
| 6 | Pal Benko        | = = 0 = | 0 0 0 1 | = = = 0 | 1 0 = 0 | = = = 1 | xxx     | 1 0 = - | 0 1 1 = | 12.0  |
| 7 | Mikhail Tal      | 0 0 = - | 0 = 0 - | = 0 0 - | = 0 = - | 0 1 = - | 0 1 = - | xxx     | 1 0 = - | 7.0   |
| 8 | Miroslav Filip   | = 0 0 = | = 0 0 = | = 0 0 = | 0 = 0 = | 0 0 0 0 | 1 0 0 = | 0 1 = - | xxx     | 7.0   |